# باكو كابيزاز
باكو كابيزاز (بالإسبانية: Paco Cabezas) (و. 1976  م) هو مخرج أفلام، وكاتب سيناريو، ومنتج أفلام إسباني.

## وصلات خارجية
- باكو كابيزاز على موقع IMDb (الإنجليزية)
- باكو كابيزاز على موقع ألو سيني (الفرنسية)
- باكو كابيزاز على موقع أول موفي (الإنجليزية)
- باكو كابيزاز على موقع قاعدة بيانات الأفلام السويدية (السويدية)
- باكو كابيزاز على موقع قاعدة بيانات الفيلم (الإنجليزية)
- باكو كابيزاز على موقع كينوبويسك (الروسية)